# Carol T. Alonso
Carol Travis Alonso es una física estadounidense, codescubridora de un elemento químico producido artifialmente: el seaborgio (1974). Ha trabajado en diversos laboratorios de investigación en física nuclear de la Universidad de California, Berkeley. Está casada con el también físico Jose R. Alonso.

## Carrera profesional
Se incorporó al grupo de investigación sobre elementos pesados del Laboratorio Lawrence Berkeley, trabajó durante 20 años como diseñadora de armas para después pasar al Lawrence Livermore National Laboratory como directora adjunta de seguridad nacional, donde finalizó su carrera científica tras su jubilación.

## Descubrimiento del seaborgio
El seaborgio fue preparado en 1974 por bombardeo de californio con átomos de oxígeno, junto a Matti Nurmia, Jose R. Alonso, Albert Ghiorso, E. Kenneth Hulet, Ronald W. Lougheed y Glenn T. Seaborg.

## Publicaciones
Ha publicado diversos artículos científicos sobre física nuclear:
- Element 106. A. Ghiorso, J. M. Nitschke, J. R. Alonso, C. T. Alonso, M. Nurmia, G. T. Seaborg, E. K. Hulet, y R. W. Lougheed. Physical Review Letters, volumen 33, núm. 25, 1974, pág. 1490–1493.
- RELATIVISTIC 3-D NUCLEAR HYDROBYNAMICS WITH MONTE CARLO PIONS. JONATHAN A. ZINGMAN, THOMAS L. MCABEE, JAMES R. WILSON, CAROL T. ALONSO. Mayo de 1987.
- Report to Congress on Stockpile Reliability, Role of Nuclear Testing, Miller, George H., Paul S. Brown, y Carol T. Alonso, Lawrence Livermore National Laboratory. Report No. UCRL-53822, octubre de 1987.
- Collective Flow And Pion Production In A Hydrodynamic Model. J.A. Zingman, T.L. Mcabee, J.R. Wilson, C.T. Alonso (LLNL, Livermore) . 1988. Phys. Rev. C 38:760-764, 1988.
- Hydrodynamic Simulations Of O-16 + Pb-208 Collisions At 200-Gev/N. T.L. Mcabee, J.R. Wilson, J.A. Zingman, C.T. Alonso (LLNL, Livermore) . 1989. Mod. Phys. Lett. A 4:983-993, 1989.
- Hydrodynamic modeling of heavy ion collisions. J.R. Wilson, C.T. Alonso, T.L. McAbee, R. Vogt (LLNL, Livermore) . 1990. En: Jackson Hole 1990, Proceedings, Nuclear dynamics VI* 47-50.
- Simulations of dynamic pion production in 60-A/GeV and 200-A/GeV collisions of O-16 + Au-197. J.R. Wilson, T.L. McAbee, C.T. Alonso (LLNL, Livermore) . 1990. Int. J. Mod. Phys. A 5:543-558, 1990.